# Strehl-Zahl
Die Strehl-Zahl oder das Strehl-Verhältnis ist ein Maß für die optische Qualität von Teleskopen und anderen optischen Instrumenten. Sie ist benannt nach dem deutschen Physiker und Mathematiker Karl Strehl (1864–1940).
Man definiert die Strehl-Zahl als das Verhältnis der beobachteten maximalen Intensität einer Punktquelle in der Bildebene zur theoretischen maximalen Intensität eines perfekten (beugungsbegrenzten) optischen Systems, so dass ein perfekt abbildendes System also ein Strehl-Verhältnis von 1 hätte.